# Lâu đài Dublin

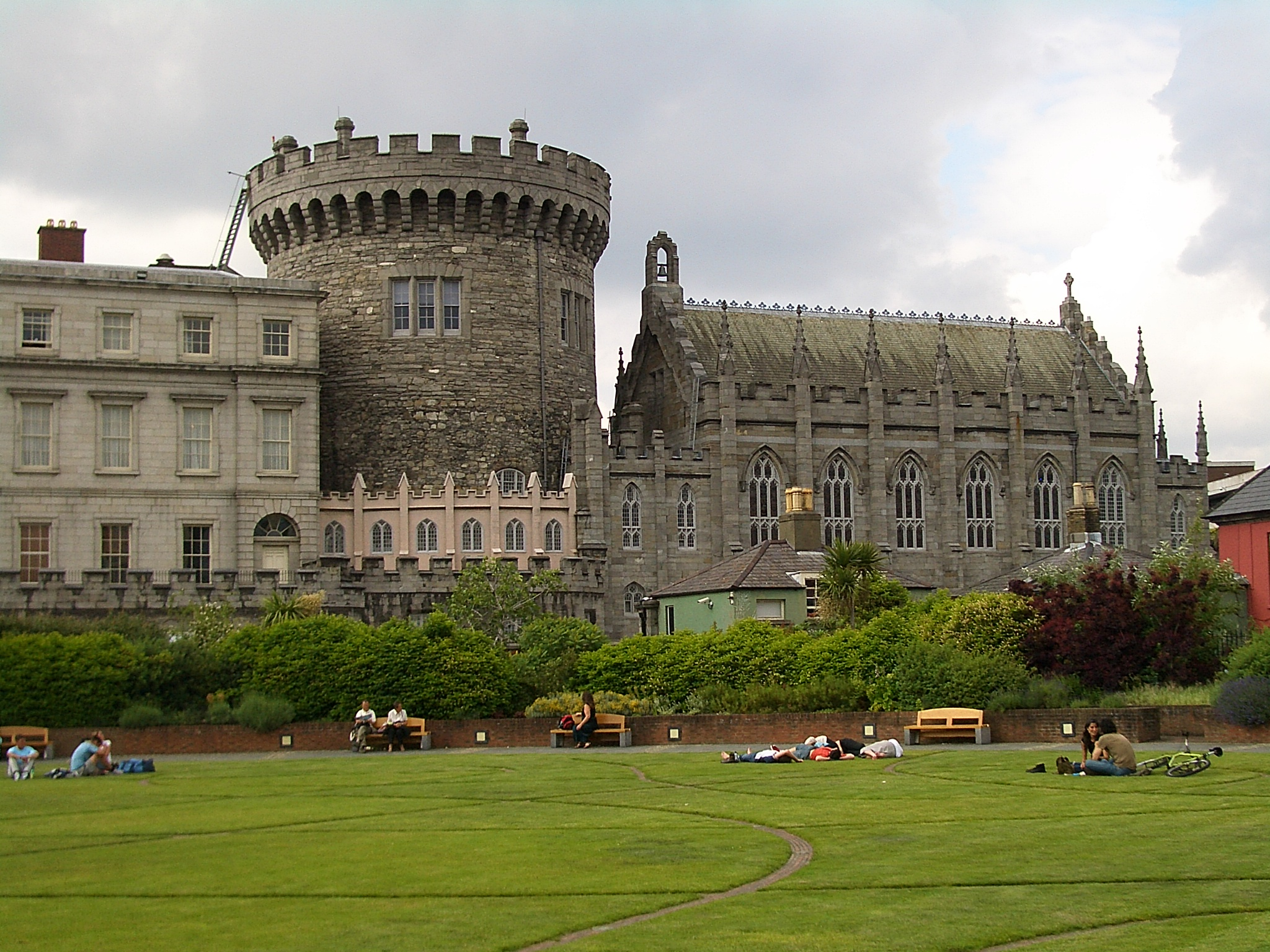
Lâu đài Dublin, nhìn về tháp Record Tower

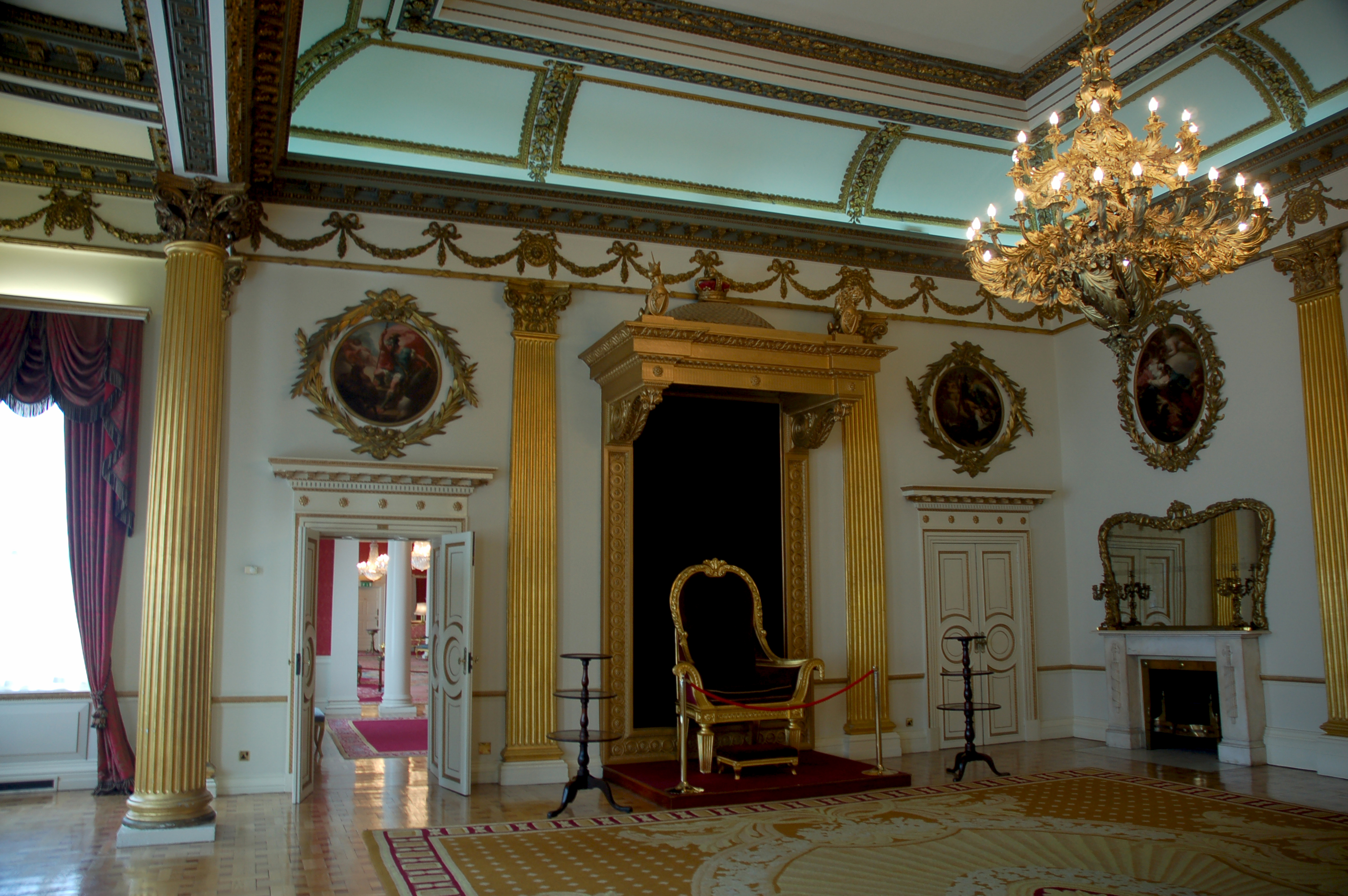
Lâu đài Dublin, Thronsaal

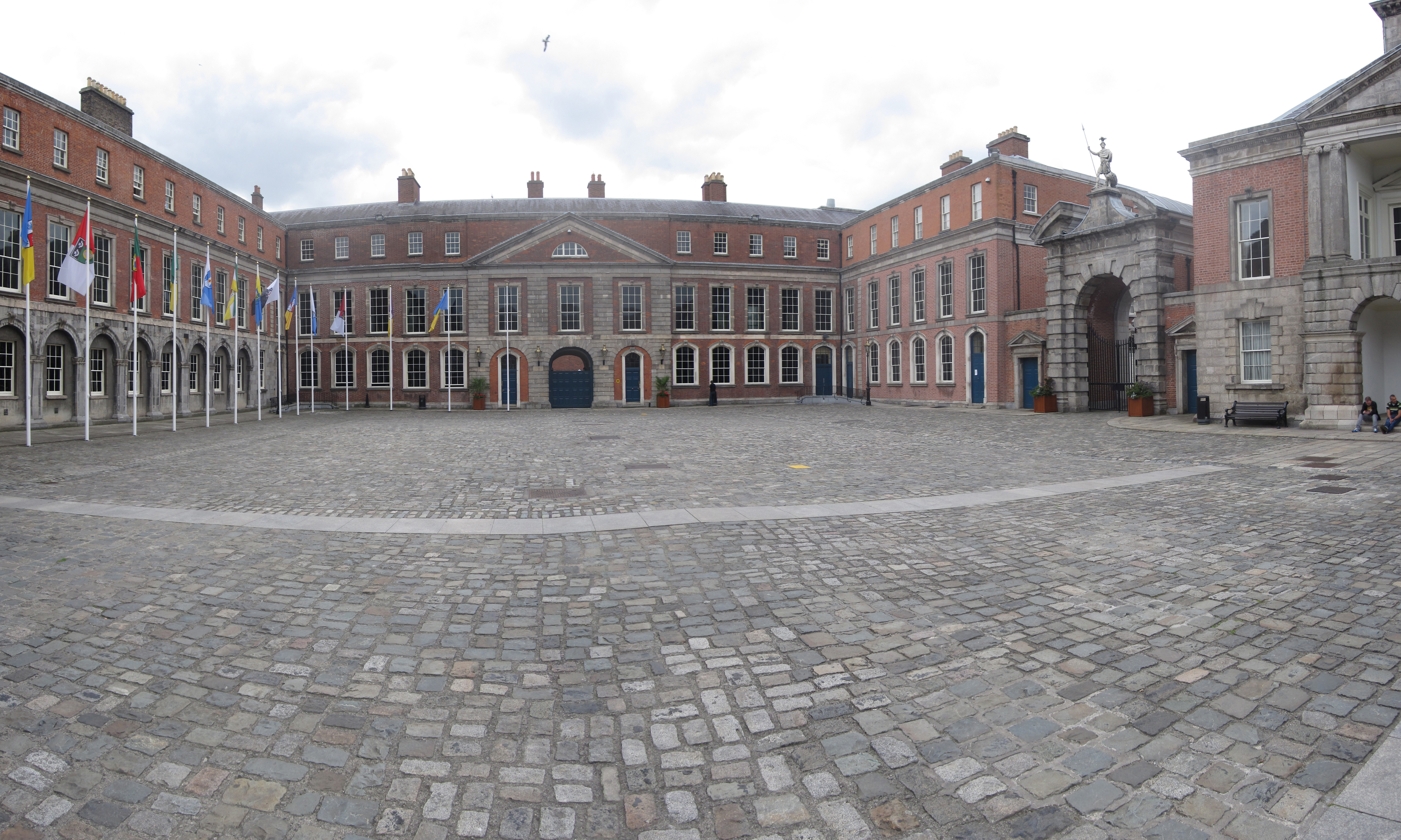
Quang cảnh phía trong khuôn viên

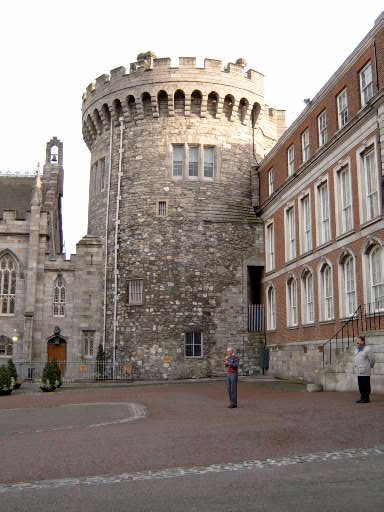
Ngôi tháp cổ Record Tower, bên trái của tháp là Nhà nguyện hoàng gia

Lâu đài Dublin (Tiếng Ireland: Caisleán Bhaile Átha Cliath) là một lâu đài ở Dublin, Ireland, nằm trên đường Dame Street trong khu phố cổ. Cho đến năm 1922, lâu đài là trụ sở chính của chính quyền Vương quốc Liên hiệp Anh và Bắc Ireland tại Ireland.

## Lịch sử
Từ thế kỷ 10, tại vị trí của lâu đài hiện nay đã có một pháo đài. Nó đã bị chinh phục trong năm 1170 bởi người Norman và mở rộng trong những năm 1204-1230. Tháp Record Tower từ năm 1226 còn được bảo tồn cho đến ngày nay. Những phần còn lại của lâu đài có nguồn gốc chủ yếu từ thế kỷ 18 và 19.
Trong thời Trung cổ và đầu hiện đại, lâu đài Dublin cũng từng là nhà tù với một số tù nhân nổi bật. Từ 1570-1575 là Richard Creagh, Tổng Giám mục Armagh và linh trưởng của Ireland, bị giam tại đó (và chết năm 1586 trong Tháp Luân Đôn).
Lâu đài từng là trụ sở chính của chính quyền Vương quốc Anh, sau đó Chính phủ Anh tại Ireland dưới quyền bá tước của Ireland (1171-1541), Vương quốc Ireland (1541-1800), và Vương quốc Liên hiệp Anh và Ireland (1800-1922). Các phòng đón tiếp The State Apartments từ năm 1680-1830 vẫn còn được sử dụng vào những dịp chính thức, bao gồm các lễ nhậm chức của tổng thống của đất nước cũng như các cuộc họp của Hội đồng châu Âu, gần đây nhất trong năm 2004.
Nhà nguyện hoàng gia cổ (Chapel Royal) vào thế kỷ thứ 18, vào năm 1943 đổi tên là Nhà thờ Thiên Chúa Ba Ngôi. Bây giờ nhà nguyện được dùng như là một trung tâm văn hóa.